# Aux portes du monde saharien
 (juillet 2025).
Pour plus de détails, voir Fiche technique et Distribution.
Aux portes du monde saharien est un court métrage français documentaire réalisé par Robert Vernay, sorti en 1947.

## Fiche technique
- Titre : Aux portes du monde saharien
- Réalisation : Robert Vernay
- Photographie : Pierre Levent et Marcel Devries
- Production : Centre Cinématographique Marocain
- Pays d'origine :  France
- Format : Noir et blanc - 16 mm
- Genre : Documentaire
- Durée : 28 min
- Date de sortie : 
  - France : septembre 1947 (présentation au Festival de Cannes)

## Sélections
- Festival de Cannes 1947 : sélection officielle, catégorie des courts métrages[1]